# Villa Dolores-Villa Sarmiento-San Pedro-Villa de las Rosas
Se denomina Villa Dolores - Villa Sarmiento - San Pedro - Villa de las Rosas a la aglomeración urbana que se extiende entre las localidades argentinas de Villa Dolores, Villa Sarmiento, Villa de Las Rosas, San Pedro y Las Tapias, dentro de los Departamentos San Javier y San Alberto, provincia de Córdoba (31°56′00″S 65°12′00″O / -31.9333, -65.2000).

## Población
Considerado como un aglomerado por el INDEC desde  el censo 1991, cuenta con 47,793 habitantes (Indec, 2010), lo que representa un incremento del 21,7% respecto del anterior censo cuando contaba con 39,262 habitantes (Indec, 2001).
Es la 6.ª aglorameración más grande de la provincia de Córdoba, la más grande de la región de Traslasierra y la 78.ª a nivel nacional.
| Ciudad                      | Departamento | Población (2010) | Población (2001) | Población (1991) |
| --------------------------- | ------------ | ---------------- | ---------------- | ---------------- |
| Villa Dolores               | San Javier   | 43.682           | 28.009           | 26.244           |
| Villa Sarmiento             | San Alberto  | 5.264            | 4.104            | 3.194            |
| San Pedro                   | San Alberto  | 4.624            | 3.314            | 2.478            |
| Villa de Las Rosas          | San Javier   | 3.103            | 2.535            | [ 3 ]            |
| Villa de Las Rosas          | San Javier   | 4.116            | 1.144            | [ 3 ]            |
| Alto Resbaloso - El Barrial | San Javier   | [ 5 ]            | 544              | [ 3 ]            |
| El Valle                    | San Javier   | [ 5 ]            | 357              | [ 3 ]            |
| Las Chacras                 | San Javier   | [ 5 ]            | 346              | [ 3 ]            |
| El Pueblito                 | San Javier   | [ 5 ]            | 144              | [ 3 ]            |
| Las Tapias                  | San Javier   | 1.936            | 1.300            | [ 3 ]            |
| Total                       |              | 47.793           | 39.262           | 31.916           |

## Sismicidad
La sismicidad de la región de Córdoba es frecuente y de intensidad baja, y un silencio sísmico de terremotos medios a graves cada 30 años en áreas aleatorias. Sus últimas expresiones se produjeron:
- 22 de septiembre de 1908 (116 años), a las 17.00 UTC-3, con 6,5 Richter, escala de Mercalli VII; ubicación 30°30′0″S 64°30′0″O / -30.50000, -64.50000; profundidad: 100 km; produjo daños en Deán Funes, Cruz del Eje y Soto, provincia de Córdoba, y en el sur de las provincias de Santiago del Estero, La Rioja y Catamarca[9]

- 16 de enero de 1947 (78 años), a las 2.37 UTC-3, con una magnitud aproximadamente de 5,5 en la escala de Richter (terremoto de Córdoba de 1947)[8]

- 28 de marzo de 1955 (69 años), a las 6.20 UTC-3 con 6,9 Richter: además de la gravedad física del fenómeno se unió el desconocimiento absoluto de la población a estos eventos recurrentes (terremoto de Villa Giardino de 1955)

- 7 de septiembre de 2004 (20 años), a las 8.53 UTC-3 con 4,1 Richter

- 25 de diciembre de 2009 (15 años), a las 21.42 UTC-3 con 4,0 Richter